# Evolució de la vegetació

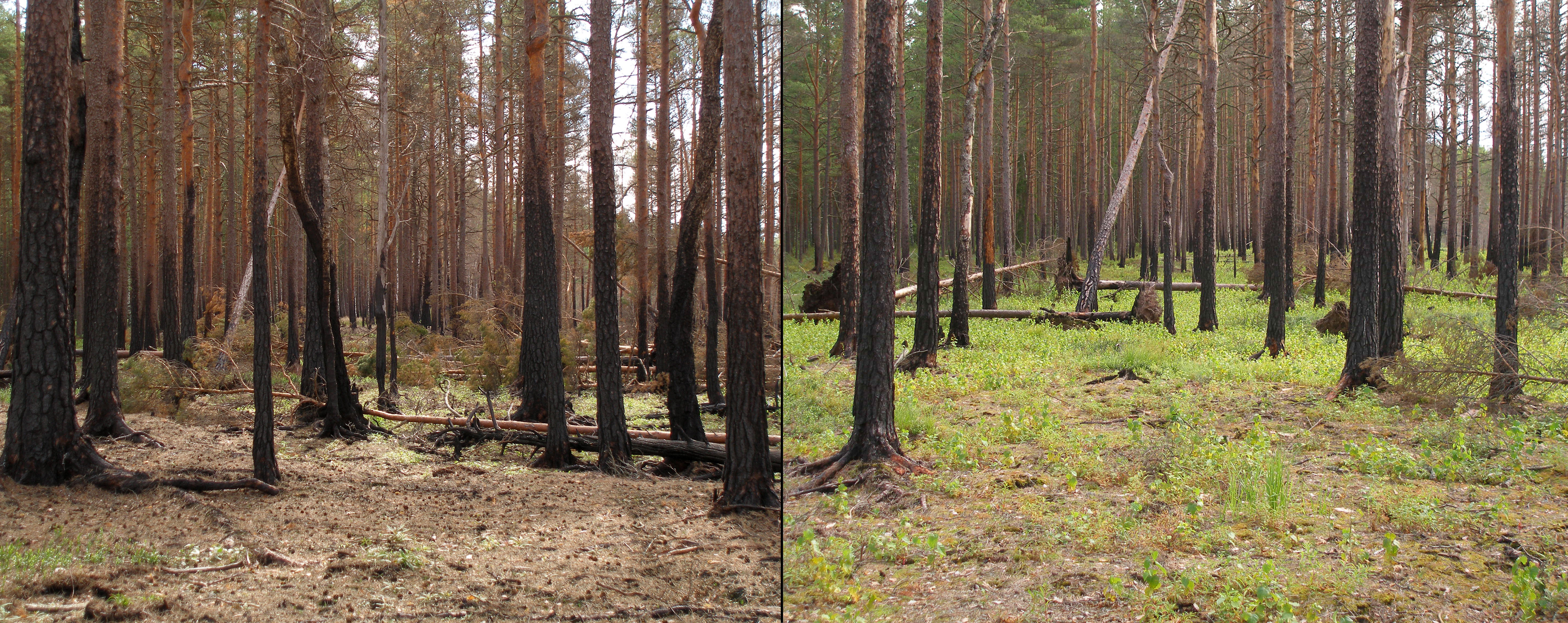
Una mostra de l'evolució de la vegetació: les dues fotos amb un interval de dos anys, aquest bosc d'Estònia va patir un incendi.

La vegetació evoluciona en variats i diferents ambients. Cadascun d'aquest ambients tenen diferents efectes sobre el canvi de la vegetació al llarg del temps. La fitosociologia estudia l'evolució de la vegetació i també la seva composició. Josias Braun-Blanquet va ser el creador de l'estudi científic de l'evolució vegetal i es va especialitzar en la successió vegetal sota climes mediterranis, aplicada també a l'àmbit dels Països Catalans.

## Sèrie de vegetació
Una sèrie de vegetació és un estadi de successos en els quals la vegetació d'una superfície es desenvolupa al llarg del temps. Aquests estadis comencen amb una vegetació pionera (que s'anomena comunitat pionera) i acaben amb la vegetació clímax que seria la vegetació potencial en equilibri per a un sòl i un clima determinats quan no hi ha alteracions ambiental (com podrien ser la tallada del bosc, un incendi o una inundació per exemple). Malgrat que hi hagi estadis de successió en els estadis superiors hi romanen en petites quantitats plantes de la vegetació dels estadis inferiors.
Quan en un ambient es van succeint els estadis, des de la comunitat pionera inicial, el nombre de plantes presents s'incrementen i també la seva alçada. Com a exemple tenim el de l'illa Krakatau o Krakatoa, el volcà de la qual va entrar en erupció el 1883, en les seves condicions tropicals humides en només 25 anys va passar de la comunitat pionera a la vegetació clímax. També hi va ajudar la fertilitat de la lava volcànica emesa. Sota un clima molt diferent (subàrtic, molt ventós al sud d'Islàndia) s'ha pogut estudiar l'evolució de la vegetació, d'una nova illa emergida l'any 1963 que va rebre el nom de Surtsey. En aquest cas la successió va ser molt més lenta que a Krakatau i a Surtsey hi ha tingut molta importància l'arribada dels primers ocells que portaven llavors i dejeccions fertilitzants.

## Tipus de successió
- Primària: les sèries de vegetació ocorren en una terra nova i estèril. Pot passar en diversos ambients com són els sòls pedregosos, sorrencs, salins o els aiguamolls.
- Secundària: aquesta es desenvolupa en una zona on han existit comunitats sotmeses a un procés de regressió. El biotop havia estat ocupat anteriorment per una altra comunitat que va ser alterada i empobrida (foc, cultius, tales, etc.); sempre queden però, llavors o formes de resistència que regeneren l'ecosistema.[2] Una vegetació que ha sofert qualsevol tipus de pertorbació tendeix a tornar a l'estadi del clímax encara que pot tardar molts anys (uns 400 en cas de boscos climàcics boreals que han sofert un incendi)

### Successió en sòls rocosos

Mapa de la vegetació, el 1992, de Krakatau

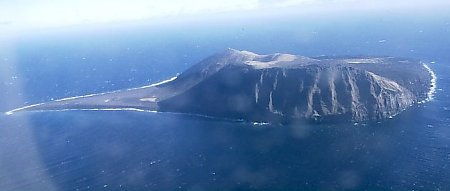
Vista de l'illa de Surtsey

És el cas de Krakatau i de Surtsey. En sòls rocosos s'inicia la colonització amb bacteris fotosintètics. Aquí la comunitat pionera estaria formada per molses i líquens, ja que són capaços de viure en zones sense sòl pròpiament dit. Líquens i molses desfent parcialment les roques i junt amb la seva pròpia matèria orgànica que es va desprenent ja fan un sòl prim que permet a altres plantes més exigents viure. Des d'aquest punt comencen a arribar espècies herbàcies i més endavant arbusts que després passen a ser arbres de creixement ràpid. Al llarg dels anys s'hi instal·len els de creixement lent. En aquest estadi es pot donar la competència entre arbres de creixement lent (com passa en clima mediterrani septentrional entre els roures i les alzines).

### Sòl sorrenc

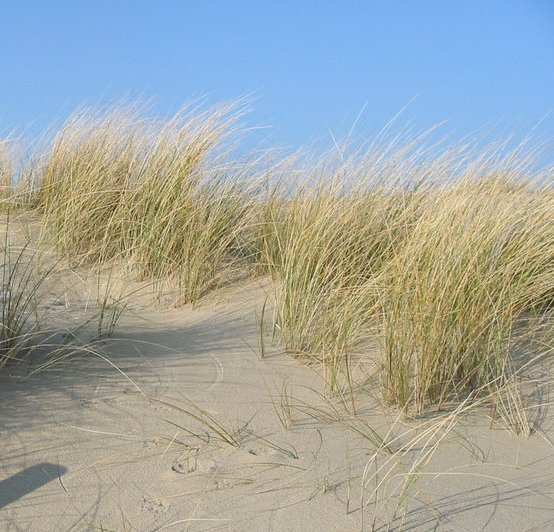
El borró (Ammophila arenaria) és una planta pionera en les dunes sorrenques

Normalment diverses herbes adaptades a viure en dunes són la vegetació pionera, al cap de l'any es forma una capa d'humus per la descomposició de les seves fulles i arrels on s'instal·len altres plantes. En climes adequats a uns 400 m del mar s'hi instal·len arbres de creixement lent.

### Aiguamolls
La comunitat pionera la conformen algues i molses que creixen per espores portades pel vent. Després hi arriben les plantes aquàtiques ja sia que creixin sobre la superfície de l'aigua o completament submergides. Al fons de l'aiguamoll el sediment es va incrementant fins que pot arribar a omplir el llac o la bassa i passar a tenir arbres.

### Ambients salins

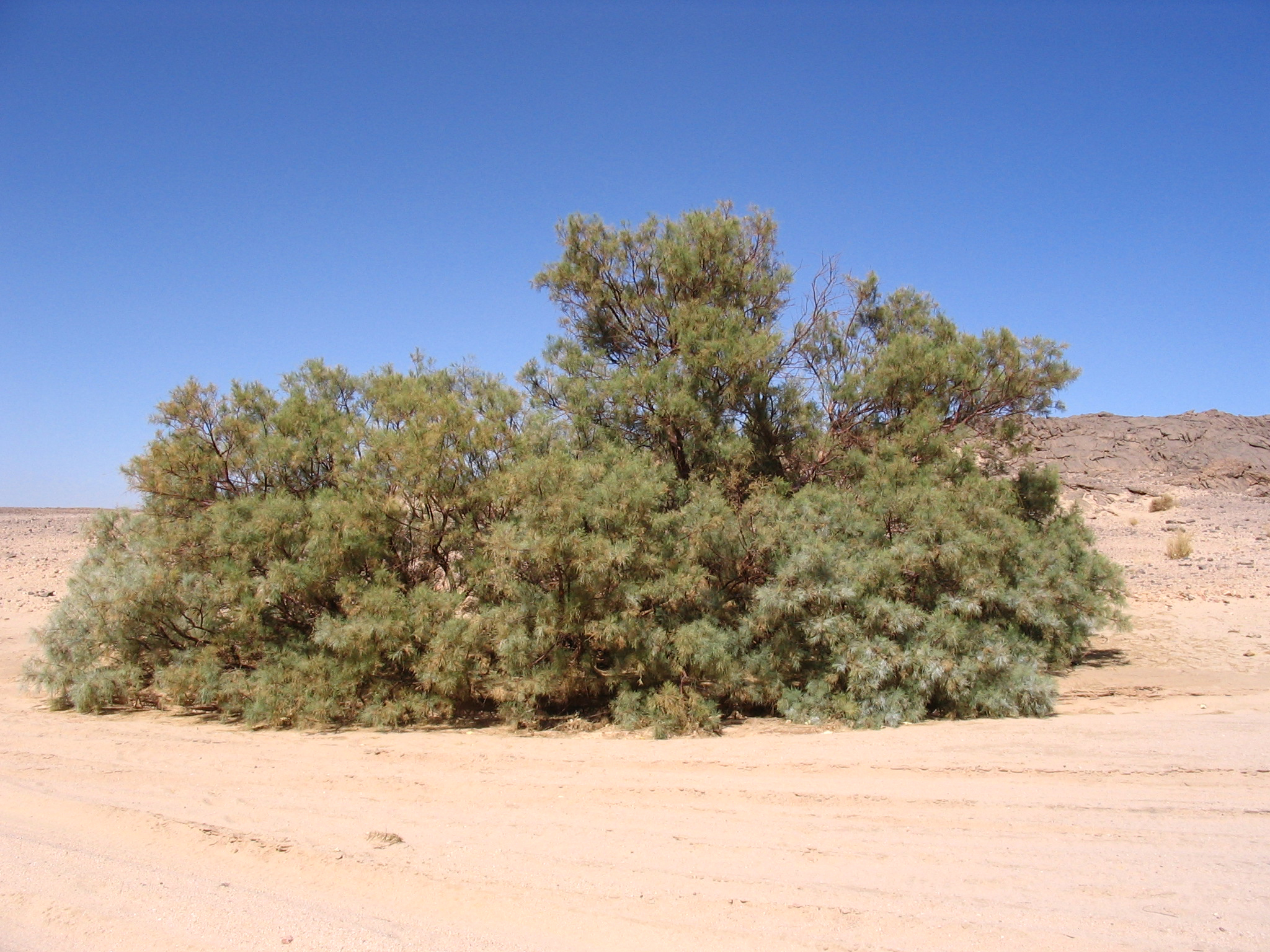
El tamariu, com aquest d'Algèria, és un arbre que creix en terrenys salins.

Poden ser al costat del mar o en zones continentals. En aquest cas la presència de sal fa que no es pugui donar un esquema de successió de la vegetació com els anteriors. Totes les plantes que hi intervenen cal qua siguin halòfits (més o menys tolerants a la sal). El clímax en ambients salins continentals podria estar compost per arbres com els tamarius i en ambients tropicals pel manglar.

### Clima mediterrani

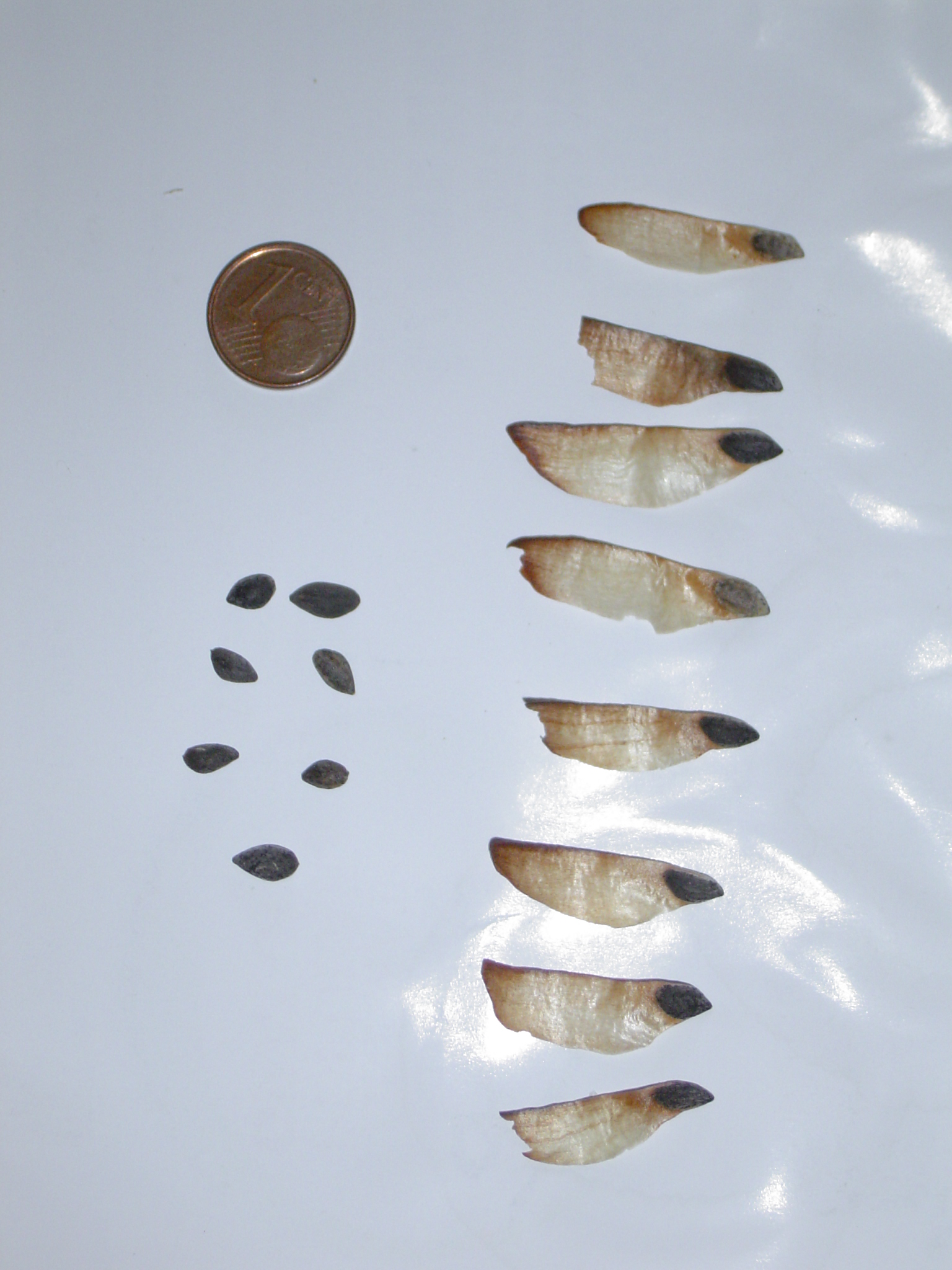
Les llavors alades dels pins, com en el pi blanc, els permeten estendre's ràpid.

Els casos més freqüents són successions després d'incendis i des de conreus abandonats. Quan un foc ha cremat el bosc les dues estratègies de les plantes són rebrotar o germinar. Per això poc temps després de l'incendi plantes com alzines i roures rebroten amb força, ja que l'incendi no ha afectat les arrels. Els pins, sobretot el pi blanc, germinen en grans quantitats i es comporten com pioners també. Amb els anys els rebrots creixen i el bosc recupera en part la seva fisiognomia. La cendra és un adob especialment en terrenys àcids. En cas d'un conreu abandonat les “males herbes” o pròpiament dit herbes adventícies ocupen el territori com a comunitat pionera. Amb el pas del temps s'hi instal·len les herbes perennes com Brachypodium retusum i els arbusts com l'argelaga, el romaní, l'arboç, etc. Ja en aquesta fase el vent porta llavors de pins, oms, aurons. Per via de diversos ocells especialitzats les glans i les llavors de càdec i ginebre. En aquest cas la successió vegetal és molt més lenta que després d'un incendi.